# Alconeura rutilivitta
Alconeura rutilivitta är en insektsart som beskrevs av Delong och Ruppel 1952. Alconeura rutilivitta ingår i släktet Alconeura och familjen dvärgstritar. Inga underarter finns listade i Catalogue of Life.